# Sternarchorhynchus mesensis
Espèce
Sternarchorhynchus mesensis est une espèce de poissons gymnotiformes de la famille des Apteronotidae.

## Distribution
Cette espèce est endémique du Brésil, elle ne se rencontre que dans le haut du bassin du rio Tocantins.

## Description
C'est un poisson électrique.

## Référence
- Campos-da-Paz, 2000 : On Sternarchorhynchus Castelnau: a South American electric knifefish, with descriptions of two new species (Ostariophysi: Gymnotiformes: Apteronotidae). Copeia, vol. 2000, n. 2, p. 521-535.